# Kabanskij rajon
Il Kabanskij rajon (in russo Кабанский район?) è un municipal'nyj rajon della Repubblica autonoma di Buriazia, nella Siberia. Istituito il 26 settembre 1927, occupa una superficie di 13.470 chilometri quadrati, ospita una popolazione di circa 64.495 abitanti ed ha come capoluogo Kabansk; tra le altre località degne di nota vi è Babushkin.